# 302 f.Kr.

## Händelser

### Efter plats

#### Mindre Asien
- För att följa avtalet om samarbete för att besegra Antigonos invaderar Seleukos Mindre Asien från Babylonien, medan Ptolemaios anfaller Syrien och Lysimachos marscherar in i västra delen av Mindre Asien.
- Frygiens regent Dokimos och Lykiens strategos Fenix överger Antigonos.
- Den makedoniske generalen Filetairos byter lojalitet från Antigonos till dennes rival Lysimachos. I gengäld gör Lysimachos Filetairos till befälhavare över fästningen i Pergamon med dess skatt på 9 000 talenter.

#### Grekland
- Antigonos son Demetrios Poliorketes anfaller Kassanders styrkor i Thessalien och Kassander förlorar därmed sina territorier söder om Thessalien till Demetrios. Antigonos och Demetrios kröner sin framgång genom att återuppliva det panhellenska förbundet. Ambassadörer från alla hellenska stater (förutom Sparta, Messenien och Thessalien) träffas i Korinth för att välja Antigonos och Demetrios till det nya förbundets beskyddare.
- Då Antigonos finner att hans fiender börjar omringa honom sluts en vapenvila och de erövringar, som Demetrios har gjort, måste överges. Demetrios når Efesos för att stödja sin far.
- Pyrrhus blir avsatt som kung av Epiros genom ett uppror och går under sin exil samman med Demetrios.